# Time (cançó)
«Time» és la quarta cançó del disc The Dark Side of the Moon del grup britànic de rock progressiu Pink Floyd, aparegut el 1973. La lletra de la cançó fou escrita per Roger Waters i en la composició de la música hi van participar els altres membres del grup (David Gilmour, Richard Wright i Nick Mason).

## Composició
Al començament del tema hi ha un llarg passatge on es poden sentir rellotges i alarmes, enregistrades en estèreo per Alan Parsons. Després dels sons dels rellotges es pot sentir un solo de percussió tocat per Nick Mason. David Gilmour canta amb Richard Wright. Després de la tornada es pot sentir un solo de guitarra de Gilmour, seguit d'una altra tornada. Finalment, hi ha una represa de la cançó «Breathe» que conclou el tema i que n'introdueix el següent, «The Great Gig in the Sky».

## Personal
- Roger Waters - baix
- David Gilmour - guitarra, veu
- Richard Wright - piano, efectes sonors, veu
- Nick Mason - bateria, percussions